# Уваровка (Ульяновская область)
Уваровка — село в Коромысловском сельском поселении Кузоватовского района Ульяновской области. 

## География
Находится на реке Свияга на расстоянии примерно 12 километров по прямой на север-северо-восток от районного центра поселка Кузоватово.

## История
В 1913 в селе было дворов 245, жителей 1309 и церковь и  школа. В 1990-е  годы  работал СПК «Уваровский».

## Население
Население составляло 283 человека в 2002 году (91% русские), 214 по переписи 2010 года.